# 漫畫法律保護基金會
漫畫法律保護基金會（Comic Book Legal Defense Fund, CBLDF）是美國一家成立於1986年的非營利組織，其宗旨是保護漫畫作者、出版者、零售商的美國憲法第一修正案中規定的權益，並爲他們提供法律費用。該組織執行董事爲查爾斯·布朗斯坦，它從2002年開始擔任此職至今。
漫畫法律保護基金會得到了許多漫畫行業的巨頭的支持，如克里斯·斯塔羅、彼得·大衛及尼爾·蓋曼。《爲漫畫籌款》（Fund Comics）、《再爲漫畫籌款》（More Fund Comics）、《爲漫畫籌更多款》（Even More Fund Comics）爲藝術家所創作的支持漫畫法律保護基金會的短篇的合集。黑鳳凰鍊金實驗室（Black Phoenix Alchemy Lab）將一條香水生產線的利潤直接捐贈給漫畫法律保護基金會。喜劇演員比尔·哈德尔、漫畫家傑夫·史密斯、弗蘭克·米勒等藝術家亦表達過對漫畫法律保護基金會的支持。
漫畫法律保護基金會是禁書週的贊助商之一，他們會爲該活動提供視覺小說。他們曾經就這一工作與孩童閱讀權力工程（Kids Right to Read Project）、美國圖書館協會、思想自由辦公室（the Office of Intellectual Freedom）合作。

## 歷史

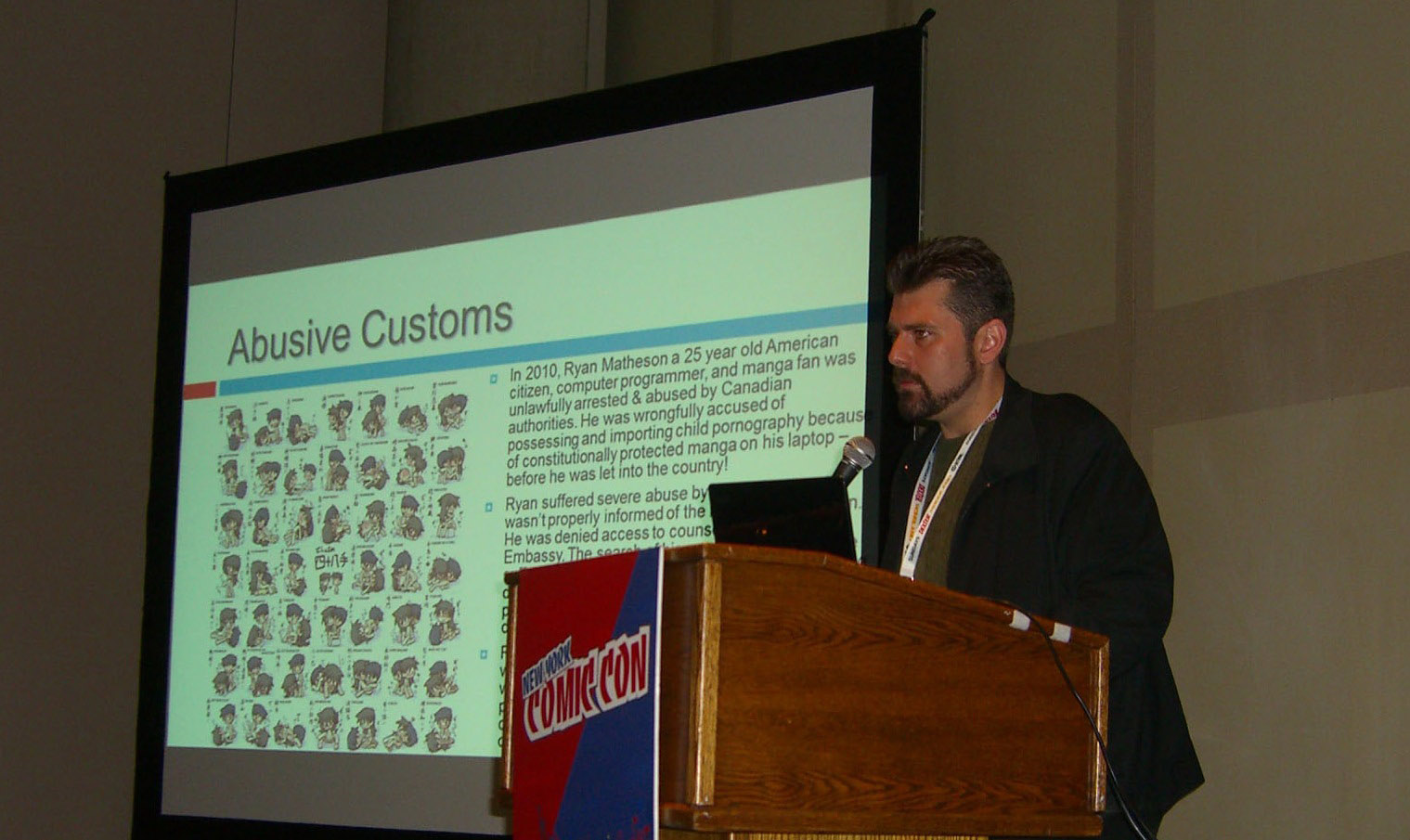
漫畫法律保護基金會執行董事查爾斯·布朗斯坦2012年在紐約動漫展上

漫畫法律保護基金會在1986年的邁克爾·科雷亞案後成立，邁克爾·科雷亞在1986年因被控派發猥褻材料而被捕。相關的漫畫包括《奧馬哈貓舞者》（Omaha the Cat Dancer）、《Bodyssey》、《怪人》，以及《離奇性愛（izarre Sex）。當時，廚房水槽出版社（Kitchen Sink Press）出版了一本由多位漫畫家出版的藝術圖集，所得利潤悉數捐給邁克爾·科雷亞，用於他的上訴費用。律師約瑟夫·伯頓用美國憲法第一修正案爲邁克爾·科雷亞辯護，並使法院判定他無罪。丹尼斯·肯奇（Denis Kitchen）於1990年利用科雷亞案相關捐款所剩資金正式建立了漫畫法律保護基金會，並將其定性爲非營利性慈善機構。約瑟夫·伯頓1996年成爲了該組織的法律顧問。之後，該基金會和約瑟夫·伯頓一直致力於爲相關被告人提供法律援助和建議。1991年，該基金會獲鲍布·可兰培德人道主义奖。
漫畫法律保護基金會擁有通訊季刊《猛擊！：漫畫書法律辯護基金的官方通訊》（Busted! : the official newsletter of the Comic Book Legal Defense Fund）。
2011年9月29日，漫畫法律保護基金會從漫畫雜誌出版商協會處購入了漫畫準則管理局印章的知識產權。這一交易與禁書週正好在時間上重合。漫畫法律保護基金會計畫將這一印章通過授權協議用於商品中，並將授權所得的利潤用於該基金會的事務中。
2008年後，漫畫法律保護基金會每年都會出一本漫畫書，名爲《漫畫法律保護基金會自由年鑑》（The CBLDF Liberty Annual），主要作者有J.約瑟夫·邁克爾·斯特拉日恩斯基、加斯·埃尼斯，以及理查德·科貝。

## 大事記
- 1986年：邁克爾·科雷亞，一名伊利诺伊州蘭辛的漫畫書商店的店主，被控犯有藏匿及售賣淫穢色情罪，即100餘本漫畫書，包括《奧馬哈貓舞者》（Omaha the Cat Dancer）以及《Verotika》。他最初被定罪，但在之後的上訴中被判無罪。相關的捐款一部分用於支付上訴費用，剩下的則用來創立漫畫法律保護基金會[10]。
- 1991年：漫畫家保羅·馬夫瑞德（Paul Mavrides）抗議加州的一項向連環畫和漫畫書徵收銷售稅的決議，並告上法庭。他認爲漫畫書和連環畫應與書籍、雜誌、報紙一樣，根據美國憲法第一修正案，不應被徵收銷售稅。他得到了漫畫法律保護基金會的援助[11]。1997年，保羅勝訴。
- 1994年：佛羅里達州地下漫畫家麥克·戴安娜被控他的自費出版著作煮沸天使（Boiled Angel）中含有「淫穢措辭」。他被判三年緩刑，1248小時的社區服務，並支付3000美元的罰款。同時，他被禁止與未成年人接觸，被強迫接受新聞倫理課程以及自費的精神鑑定。在移居紐約後，他將他的社區服務時間獻給了漫畫法律保護基金會[12]
- 2000年：漫畫家基隆·德懷爾因爲在其漫畫《最小公分母》中惡搞了星巴克咖啡的人魚商標而被星巴克咖啡起訴。雖然法庭認爲星巴克不能因爲惡搞而起訴基隆·德懷爾，但基隆·德懷爾還是被勒令不再使用他的惡搞標誌[13]
- 2002年：卡斯蒂略訴得克薩斯州案：傑西·卡斯蒂略，一名漫畫店的僱員，在將成人漫畫賣給一名成年的警局臥底後，被控兩項與展示猥褻材料相關的罪名，其中一項被定罪。

- 2005年：格魯吉亞羅馬的漫畫零售商戈登·李在將含簡短有裸體描寫的《沙龍》的一部賣給未成年人後，被控將猥褻材料分派給未成年人。2007年法庭進行判決後，2008年，法庭駁回了先前的判決[14][15]。
- 2008年：美國訴漢德利案（英语：United States v. Handley）：克里斯托弗·漢徳利是衣阿華州的一名漫畫收藏者。他因爲猥褻罪被起訴。在此案中，他接受了漫畫法律保護基金會的法律援助[16]，委員會的相關負責人是埃里克·蔡斯.[17]。

### 網頁
- Baltimore City Paper - CBLDF Comes to Legal Aid of Comic-Book Artists, Publishers, and Sellers Accessed January 19, 2006
- First Amendment Center Accessed January 19, 2006

## 外部連結
- 官方网站
- Neil Gaiman talks about involvement with the Fund